# Griechische Post und Lokal-Anzeiger
Griechische Post und Lokal-Anzeiger war eine deutschsprachige Wochenzeitung, die von 1932 bis 1935 in Athen in der Zweiten Hellenischen Republik erschienen ist.

## Geschichte
Die Griechische Post wurde von Dimitris Kukuzidis und seinem Bruder gegründet, die beide für einige Jahre in Leipzig gelebt hatten. Vorrangiges Ziel der auf politische und ökonomische Berichterstattung ausgerichteten Zeitung war es, einerseits zum Zusammenhalt der verstreut in Griechenland lebenden Deutschen beizutragen. Andererseits sollten deutschlesende Griechen über Deutschland informiert und somit die wechselseitigen Beziehungen gestärkt werden. Neben deutschlandbezogenen Texten wurden auch Übersetzungen neugriechischer Literatur publiziert. Die anfangs überaus erfolgreiche Griechische Post erhielt eine finanzielle Förderung von der deutschen Gesandtschaft in Athen sowie vom deutschen Auslands-Pressebüro, um ein Gegengewicht zu der in Griechenland verbreiteten französischsprachigen Presse aufzubauen. Zwar hatte die Redaktion laut eigener Darstellung zunächst eine überparteiliche Berichterstattung verfolgt, jedoch wurde die Zeitung nach 1933 mehr und mehr zu einem Sprachrohr der Auseinandersetzungen zwischen verschiedenen nationalsozialistischen Gruppierungen. Sie wurde zunehmend von den vor 1933 in die Partei eingetretenen „alten Kämpfern“ vereinnahmt, die gegen die neue NS-Funktionärselite polemisierten. Der deutsche Gesandte Karl Eisenlohr beendete hierauf die Förderung der Zeitung und betrieb im September 1934 die Gründung der Neuen Athener Zeitung (1934–1940) als Amtsblatt der Athener NSDAP. In Abgrenzung zu dieser vertrat der Chefredakteur Willi Meyer eine österreichfreundliche Ausrichtung seiner Zeitung. Als er jedoch einen ironischen Artikel über deutsche Konzentrationslager publizierte, wurde er auf Druck des Gesandten Eisenlohr verhaftet. Ohne finanzielle Unterstützung und aufgrund des starken politischen Drucks, musste die Zeitung bald darauf eingestellt werden. Die Neue Athener Zeitung blieb hierauf bis zu ihrem Verbot im Oktober 1940 die einzige deutschsprachige Zeitung Griechenlands.